# Antiche unità di misura del circondario di Fiorenzuola
Sono qui riportate le conversioni tra le antiche unità di misura in uso nel circondario di Fiorenzuola e il sistema metrico decimale, così come stabilite ufficialmente nel 1877.
Nonostante l'apparente precisione nelle tavole, in molti casi è necessario considerare che i campioni utilizzati (anche per le tavole di epoca napoleonica) erano di fattura approssimativa o discordanti tra loro.

## Misure di lunghezza
| Comuni                         | Denominazione        | Valore   | Unità |
| ------------------------------ | -------------------- | -------- | ----- |
| Tutti i comuni meno i seguenti | Braccio mercantile   | 0,675000 | m     |
| Tutti i comuni meno i seguenti | Braccio da muro      | 0,469565 | m     |
| Besenzone                      | Braccio da panno     | 0,639500 | m     |
| Besenzone                      | Braccio da seta      | 0,587750 | m     |
| Besenzone, Cortemaggiore       | Braccio da muro      | 0,545167 | m     |
| Monticelli d'Ongina            | Braccio da panno     | 0,668000 | m     |
| Monticelli d'Ongina            | Braccio da tela      | 0,618000 | m     |
| Monticelli d'Ongina            | Braccio agrimensorio | 0,484000 | m     |

Il braccio mercantile di Piacenza usato pressoché in tutti i comuni del circondario, il braccio da panno e quello da seta di Parma usati in Besenzone, il braccio da panno e quello da tela di Monticelli d'Ongina si dividono in meta, terzi, quarti, ottavi, dodicesimi e sedicesimi.
Il braccio da muro di Piacenza usato in pressoché tutti i comuni del circondario, il braccio da muro di Parma usato in Besenzone e Cortemaggiore ed il braccio agrimensorio di Monticelli si dividono in 12 once, l'oncia in 12 punti, il punto in 12 atomi.
Sei braccia da muro di Piacenza fanno un trabucco, due trabucchi fanno una canna.
Sei braccia da muro di Parma fanno una pertica.

## Misure di superficie
| Comuni                         | Denominazione       | Valore    | Unità |
| ------------------------------ | ------------------- | --------- | ----- |
| Tutti i comuni meno i seguenti | Pertica di Piacenza | 762,0186  | m²    |
| Besenzone, Cortemaggiore       | Biolca di Parma     | 3081,4390 | m²    |
| Monticelli d'Ongina            | Pertica             | 809,5887  | m²    |

La pertica di Piacenza è di 96 trabucchi quadrati e si divide in 24 tavole, la tavola in 12 piedi o braccia agrarie, il braccio in 12 once, l'oncia in 12 punti, il punto in 12 atomi.
La tavola o canna quadrata è di quattro trabucchi quadrati.
La biolca di Parma è di 288 pertiche quadrate e si divide in 6 staia, lo staio in 12 tavole, la tavola in 12 piedi, il piede in 12 punti, il punto in 12 atomi.
La pertica di Monticelli si divide in 24 tavole, la tavola in 12 piedi, il piede in 12 punti, il punto in 12 atomi.

## Misure di volume
| Comuni                         | Denominazione      | Valore    | Unità |
| ------------------------------ | ------------------ | --------- | ----- |
| Tutti i comuni meno i seguenti | Quadretto          | 103,535   | L     |
| Tutti i comuni meno i seguenti | Pilotto            | 22363,589 | L     |
| Besenzone, Cortemaggiore       | Quadretto di Parma | 162,027   | L     |
| Monticelli                     | Quadretto          | 113,380   | L     |

Il quadretto di Piacenza, come quello di Parma e quello di Monticelli si dividono in 12 once, l'oncia in 12 punti, il punto in 12 atomi.
Il pilotto è di 216 quadretti, e si usa qual misura della legna da fuoco.
30 quadretti di Parma fanno il passo per la legna.
54 quadretti di Monticelli fanno la songa, misura della legna da fuoco.

## Misure di capacità per gli aridi
| Comuni                              | Denominazione | Valore  | Unità |
| ----------------------------------- | ------------- | ------- | ----- |
| Tutti i comuni meno i seguenti      | Staio         | 34,8200 | L     |
| Bardi, Boccolo dei Tassi            | Staio         | 43,5250 | L     |
| Monticelli d'Ongina , Cortemaggiore | Staio         | 37,1413 | L     |

Lo staio di Piacenza usato in quasi tutti i comuni del circondario si divide in 2 mine, o in 15 coppelli, il coppello in 2 mezzi o in 4 quarti.
Lo staio di Bardi si divide in 2 mine, la mina in 6 coppelli.
Lo staio di Monticelli si divide in 2 mine, la mina in 8 coppelli.

## Misure di capacità per i liquidi
| Comuni                                       | Denominazione | Valore   | Unità |
| -------------------------------------------- | ------------- | -------- | ----- |
| Tutti i comuni                               | Brenta        | 75,7712  | L     |
| Bettola, Coli, Ferriere, Borgo S. Bernardino | Soma          | 113,6568 | L     |

La brenta di Piacenza si divide in 48 pinte, la pinta in 2 boccali, il boccale in 2 mezzi.
La soma di Bardi corrisponde esattamente all'ettolitro, e si divide in 108 Boccali.
La brenta di Parma si divide in 36 pinte, la pinta in 2 boccali, il boccale in 2 mezzi.
La brenta di Monticelli si divide in 75 boccali, il boccale in 2 mezzi. Due boccali fanno una pinta.
La soma di Bettola usata nel comune di Morfasso non è riportata nelle Tavole del 1861.
Nel comune di Besenzone si usava pure il boccale di Parma.

## Pesi
| Comuni                            | Denominazione      | Valore  | Unità |
| --------------------------------- | ------------------ | ------- | ----- |
| Tutti i comuni eccetto i seguenti | Libbra di Piacenza | 317,517 | g     |
| Cortemaggiore, Besenzone          | Libbra             | 330,400 | g     |
| Monticelli d'Ongina               | Libbra             | 309,500 | g     |

Le libbre di Piacenza, di Cortemaggiore e di Monticelli si dividono in 12 once, l'oncia in 24 denari, il denaro in 24 grani.
25 libbre fanno un peso o rubbo.
Gli orefici usavano il marco di Milano, eguale a grammi 234,997.